# NGC 4965
NGC 4965 é uma galáxia espiral barrada (SBcd) localizada na direcção da constelação de Hydra. Possui uma declinação de -28° 13' 42" e uma ascensão recta de 13 horas, 07 minutos e 09,2 segundos.
A galáxia NGC 4965 foi descoberta em 5 de Maio de 1834 por John Herschel.